# Нахабино
Нахабино (на руски: Нахабино) е селище от градски тип в Красногорски район, Московска област, Русия. Населението му през 2017 година е 41 983 души.

## География

### Разположение
Нахабино е разположено в централната част на Европейска Русия. Селището се намира на 16 километра западно от Москва.

### Климат
Климатът на Нахабино е умереноконтинентален (Dfb по Кьопен) с горещо и сравнително влажно лято и дълга студена зима.